# 永田年
永田 年（ながた すすむ、1897年（明治30年）4月5日 - 1981年（昭和56年）12月31日）は、昭和時代の土木工学者、台湾総督府官僚、内務官僚、実業家。

## 経歴・人物
福岡県出身。1922年（大正11年）東京帝国大学工学部土木工学科卒業。台湾総督府、内務省土木局、満州国交通部を経て、電力界へ転じ東北振興電力および日本発送電にて勤務する。1951年（昭和26年）北海道電力副社長、1952年（昭和27年）電源開発理事を経て、1953年（昭和28年）佐久間発電所建設所長を兼務する。ついで、1957年（昭和32年）土木部長、1960年（昭和35年）電源開発顧問を経て、東京電力技術最高顧問に就任した。
ほか、国際大ダム会議副総裁、日本大ダム会議会長、日本ACI会長などの要職を歴任した。

## 受賞
- 1957年（昭和32年） - 電気学会電力賞[1]
- 1962年（昭和37年） - 土木学会賞[1]
- 1968年（昭和43年） - 土木学会功績賞[1]

## 栄典
- 1956年（昭和31年） - 藍綬褒章[1]